# Odama
Odama (яп. 大玉 О:дама) — видеоигра для Nintendo GameCube соединившая жанры тактического варгейма и пинбола. Действие игры происходит в феодальной Японии. Главный игровой персонаж — молодой генерал Яманоти Кагэтора полон решимости отомстить за смерть своего отца, Кагэтора восстановил самое разрушительное оружие средневековья — Одама. Одама — это гигантский шар, уничтожающий всё на своём пути. Управляя гигантскими флипами игрок направляет огромный снаряд в гущу сражения, а используя микрофон, уводит свой отряд с траектории движения шара, нападает на врага, удерживает оборону, или захватывает вражеские ворота.

## Персонажи
Главный персонаж в Odama — молодой генерал Яманоти Кагэтора, одержимый идеей кровной мести, придерживается «Пути Девятнадцати» — философии ставящей великие цели выше потребностей человека. В этой философии он открывает для себя, что, объединив индивидуальные характеристики своих солдат, он в состоянии победить генерала Генши, убившего его отца и обладающего силой во много раз более мощной. Кагетора обладает ограниченными ресурсами в борьбе с многочисленной вражеской армией. Один из его ресурсов это священное объект, защищаемый его кланом — легендарное оружие Odama.
Odama — наиболее задействованный элемент игры, представляет собой гигантский шар, катящийся по полю боя и уничтожая всё на своём пути вне зависимости от принадлежности предметов или персонажей.

## Геймплей
Кнопки L и R управляют флипами, которые работают точно так же как и в любом другом пинболе. У игрока также есть возможность наклонять поле битвы, таким образом, воздействуя на направление Odama. Микрофон используется для управления своим отрядом.

## Смысл игры
Цель игры состоит в том, что бы разрушить вражеские ворота ударами Odama и после этого направить в них своих солдат, которые должны пронести в ворота гигантский колокол.

## Отзывы
| Сводный рейтинг | Сводный рейтинг |
| Агрегатор       | Оценка          |
| --------------- | --------------- |
| GameRankings    | 63,69 %         |